# Lily E. Kay
Lily Elvira Kay (* 22. Mai 1947 in Krakau; † 18. Dezember 2000 in New York City) war eine US-amerikanische Wissenschaftshistorikerin. Im Zentrum ihrer Arbeiten standen Untersuchungen zur Entstehung unterschiedlichster Wissenschaften, vor allem aber der Molekularbiologie.

## Leben und Wirken

### Kindheit und Jugend
Kay war die Tochter zweier Holocaust-Überlebender. Die Familie zog zunächst nach Israel. 1960 emigrierte sie in die USA.

### Ausbildung und Tätigkeit
1969 erwarb Kay einen Abschluss im Fach Physik an der Universität Pittsburgh. Sie unterrichtete zunächst Physik an der High School in Pittsburgh. Von 1974 bis 1977 war sie wissenschaftliche Mitarbeiterin im Bereich Biochemie an der dortigen Universität. 1977 wurde sie leitende Forschungsassistentin am Salk Institut, wo sie zur Molekularbiologie von Viren forschte. 1986 wurde sie an der Johns-Hopkins-Universität mit einer Arbeit zur Wissenschaftsgeschichte promoviert.
Es folgten zwei Jahre als Postdoktorandin an der American Philosophical Society, eine Lehrtätigkeit im Fach Wissenschaftsgeschichte an der Universität von Chicago und ab 1989 eine achtjährige Tätigkeit im Bereich Science and technology studies (STS) am MIT. 1997 erhielt sie ein Guggenheim-Stipendium.
In den letzten Jahren war sie als unabhängige Wissenschaftlerin tätig mit Gastaufenthalten in Harvard und am Max-Planck-Institut für Wissenschaftsgeschichte. Im Zeitpunkt ihres Todes arbeitete sie an einem Buch über den MIT-Neurowissenschaftler Warren S. McCulloch und die von ihm mitbegründeten Forschungsbereiche: Serielles Rechnen, Künstliche Intelligenz und Modelle der Gehirnfunktion.

### Positionen und Rezeption
In ihrem Buch The Molecular Vision of Life (1993) nahm Kay die Arbeit der US-amerikanischen Wissenschaftseliten unter die Lupe, vor allem die des Caltech, das seit langem maßgebliche Förderung durch die Rockefeller-Stiftung erfährt. Sie kam zu dem Ergebnis, dass das, was hier als „reine Wissenschaft“ bezeichnet wird, oftmals vor allem das Ergebnis eines großen Pragmatismus sei. Im Hinblick auf die Molekularbiologie kam sie zu dem Schluss, dass die Entwicklung derselben in vielen Punkten von den Zielen der Eugenik beeinflusst worden sei.
Das Buch erfuhr sehr unterschiedliche Kritiken. Nach Ansicht des renommierten britischen Wissenschaftshistorikers Robert Bud sei dank Kays Arbeit nun zu fragen, inwieweit eine technokratische Weltanschauung die wichtigste treibende Kraft für die Wissenschaft sein könne. Ebenso stelle sich die Frage, ob es sich, wenn Wissenschaftler sich selbst auf Technologien als die Grundlage ihres Handelns berufen, eher um „eine der verschiedenen Waffen im Arsenal der Selbstrechtfertigung des Wissenschaftlers“ handele. Anerkennung und weitgehende Zustimmung erfuhr das Buch u. a. von Joshua Lederberg und Linus Pauling.
Hingegen übte der viele Jahre am Caltech beschäftigte Genetiker Norman H. Horowitz, Wegbereiter der Ein-Gen-ein-Enzym-Hypothese, eine unverhohlen rüde Kritik. Kay habe das Buch unter einer persönlichen geistigen Beeinträchtigung verfasst, der des Antireduktionismus. Ihre Arbeit sei daher nicht ernst zu nehmen, auch wenn sie sich sichtlich Mühe gegeben habe.
In ihrem Buch Who wrote the book of life? (deutsch: Das Buch des Lebens: wer schrieb den genetischen Code?) (2000) stellt sie anhand akribisch zusammengetragener Details die These auf, die Entwicklung der Molekularbiologie sei maßgeblich durch die Informationstechnologien und die in ihrem Umfeld herrschende Rhetorik der 1950er und 1960er Jahre beeinflusst worden. In dieser Zeit sei die gesamte Forschungslandschaft vom Denken in den Kategorien des Kalten Krieges beherrscht gewesen. Während dieser Zeit der Kriegsforschung sei es zu einer Übernahme von Begriffen und Konzepten gekommen, da die Molekularbiologen oft Tür an Tür mit Mathematikern, Physikern und Ingenieuren arbeiteten. Auch dieses Buch rief unterschiedliche Kritiken hervor. Der ebenfalls lange am Caltech tätige Solomon Golomb hielt die Darstellung zwar für gut recherchiert, in der Sache aber wenig überzeugend und warf Kay Geschichtsrevisionismus vor. Richard Lewontin hingegen pflichtete Kays poststrukturalistischem Ansatz und ihrer Behauptung über die ambivalenten Ergebnisse des Einsatzes von Metaphern bei. Die gründliche Analyse von Staffan Müller-Wille kommt zu dem Ergebnis, Kays Darstellung gewinne „ihre Überzeugungskraft vor allem daraus, dass sie die Metaphern der Information, des Codes, des Texts und des Buchs nicht einfach als unangemessen entlarvt“. Sie untersuche diese Metapher auf ihre „wissenschaftliche Produktivität“ und könne daher „zeigen, dass so unterschiedliche Persönlichkeiten wie der Pazifist Norbert Wiener und der Antikommunist John von Neumann in demselben Netz des informationstheoretischen Diskurses zappelten“.

## Veröffentlichungen (Auswahl)
- Life as Technology: Representing, Intervening and Molecularizing, paper presented at the Boston Colloquium for the Philosophy of Sciences, 1991, https://libgallery.cshl.edu/items/show/62531
- The Molecular Vision of Life: Caltech, the Rockefeller Foundation, and the Rise of the New Biology Oxford University Press, New York, 1993
- Who wrote the book of life? A History of the Genetic Code Stanford University Press, Stanford, 2000; deutsche Übersetzung von Gustav Roßler: Das Buch des Lebens: wer schrieb den genetischen Code? Hanser, München 2000